# 아디나 디아코누
아디나 디아코누(Adina Diaconu, 1999년 10월 14일~)은 루마니아의 탁구 선수이다. 